# 풍산 심씨
풍산 심씨(豊山沈氏)는 경상북도 안동시 풍산읍을 본관으로 하는 한국의 성씨이다.

## 역사
시조 심만승(沈滿升)은 중국 오흥(吳興) 출신으로 상선(商船)을 따라 고려에 동래하여 예종 때 상서봉어(尙書奉御)를 거쳐 태자첨사부 첨사(太子詹事府詹事)에 이르렀다고 한다.
9세손 심귀령(沈龜齡, 1350년 ~ 1413년)이 이방원을 도와 좌명공신(佐命功臣) 4등에 책록되었고 풍산군(豐山君)에 봉해졌다.
심귀령의 증손자 심정(沈貞)이 1527년 좌의정에 올랐고, 심정의 손자 심수경(沈守慶)이 1590년(선조 23) 우의정에 올라 좌의정과 영중추부사에 이르렀다.

## 문화재
- 풍산 심씨 문정공파 묘역